# Donna con pere
Donna con pere è un'opera realizzata nel 1909 dal pittore spagnolo Pablo Picasso e conservata al Museum of Modern Art
di New York.
Quest'opera è realizzata con la tecnica dell'olio su tela e misura cm 92x73,1.
Il soggetto della composizione è Fernanda, modella nonché amante di Picasso.